# Euxoa serotina
Euxoa serotina là một loài bướm đêm trong họ Noctuidae.